# Philip Wiegratz
Philip Wiegratz, född 17 februari 1993 i Magdeburg i Sachsen-Anhalt, är en tysk före detta skådespelare. Hans första och mest kända insats inom filmbranschen, var i rollen som August Glupsk (engelska: Augustus Gloop), i Tim Burtons filmatisering av Kalle och chokladfabriken från 2005.

## Filmografi (i urval)
- 2005 – Kalle och chokladfabriken
- 2012 – Lore